# Syngamia
Syngamia är ett släkte av fjärilar. Syngamia ingår i familjen Crambidae.

## Dottertaxa tillSyngamia, i alfabetisk ordning[1]
- Syngamia abjungalis
- Syngamia abnormalis
- Syngamia abruptalis
- Syngamia aeruginosa
- Syngamia albiceps
- Syngamia ampliatalis
- Syngamia anaemicalis
- Syngamia ancidalis
- Syngamia angustale
- Syngamia apicolor
- Syngamia aquaticalis
- Syngamia biblisalis
- Syngamia binotalis
- Syngamia brownella
- Syngamia camillusalis
- Syngamia canarialis
- Syngamia cassidalis
- Syngamia cognatalis
- Syngamia collaris
- Syngamia deformalis
- Syngamia dentilinealis
- Syngamia dilutalis
- Syngamia dircealis
- Syngamia dotatalis
- Syngamia ecphaea
- Syngamia endolasea
- Syngamia eoidalis
- Syngamia excisa
- Syngamia exigualis
- Syngamia extensalis
- Syngamia falsidicalis
- Syngamia fervidalis
- Syngamia flabellalis
- Syngamia flavipicta
- Syngamia florella
- Syngamia florepicta
- Syngamia fuscicostalis
- Syngamia futilalis
- Syngamia glebosalis
- Syngamia haemorrhoidalis
- Syngamia illatalis
- Syngamia inflamatalis
- Syngamia interrogata
- Syngamia jeanneli
- Syngamia jucundalis
- Syngamia lacrinesalis
- Syngamia latifusalis
- Syngamia latimarginalis
- Syngamia liquidalis
- Syngamia lophoceralis
- Syngamia marmorata
- Syngamia medinalis
- Syngamia melanobathrum
- Syngamia melanolopha
- Syngamia micromphalis
- Syngamia mizaralis
- Syngamia moluccalis
- Syngamia nebulosalis
- Syngamia oggalis
- Syngamia pachyceralis
- Syngamia pellucidalis
- Syngamia pepitalis
- Syngamia plicata
- Syngamia poecilura
- Syngamia praeformatalis
- Syngamia quisqualis
- Syngamia rubrocinctalis
- Syngamia sciagraphalis
- Syngamia sordidalis
- Syngamia squamosalis
- Syngamia subnebulosalis
- Syngamia subtessellalis
- Syngamia suffectalis
- Syngamia suisharyonalis
- Syngamia terminalis
- Syngamia thyrsonoma
- Syngamia tytiusalis
- Syngamia varanalis
- Syngamia versicolor
- Syngamia vibiusalis
- Syngamia violata
- Syngamia violescentalis
- Syngamia xanthalis
- Syngamia xanthofumosa
- Syngamia zena